# Chiesa di Sant'Anna (Alghero)

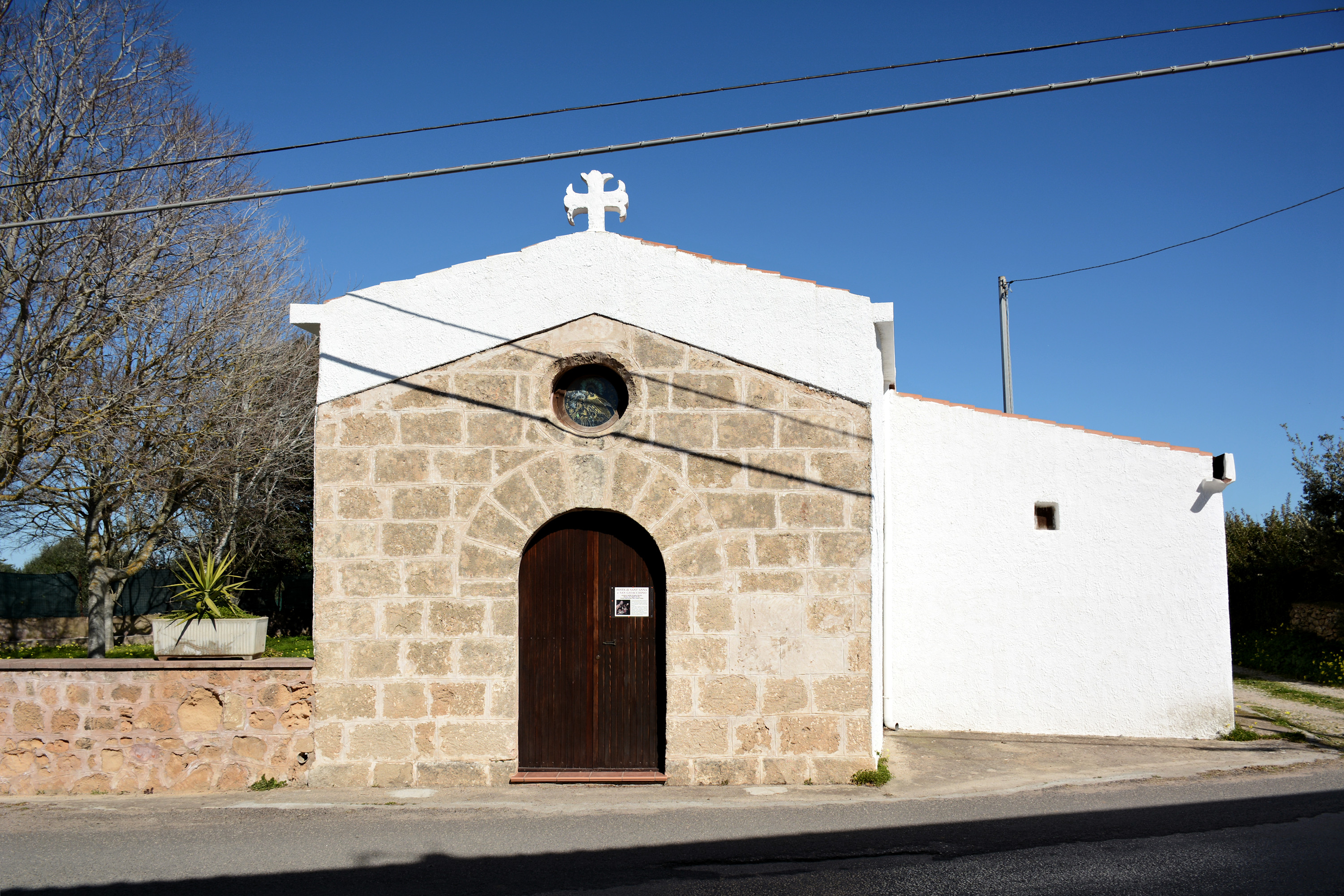
La chiesa campestre di Sant'Anna (Sant'Ana de fores)

Sant'Anna intra mœnia, è un luogo di culto cattolico della città di Alghero non aperta al culto situata nel centro storico della città sarda. Prende il suffisso intra mœnia per distinguerla da quella campestre situata nell'omonima località a sud della città. In algherese le due chiese sono conosciute come Sant'Ana de dins (trad. lett. Sant'Anna di dentro), e Sant'Ana de fores (trad. lett. Sant'Anna di fuori).

## Storia
La chiesetta, come detto non aperta al culto, venne edificata nel 1735 per volere di un privato cittadino, Simon Lacu, il quale donò alla città un edificio di culto che fu dedicato a sant'Anna, santa venerata come protettrice delle donne incinte che le affidano la protezione dei nascituri. La devozione verso questa santa è testimoniata dalla presenza dell'altra chiesetta campestre a poca distanza dalla periferia.

## Descrizione

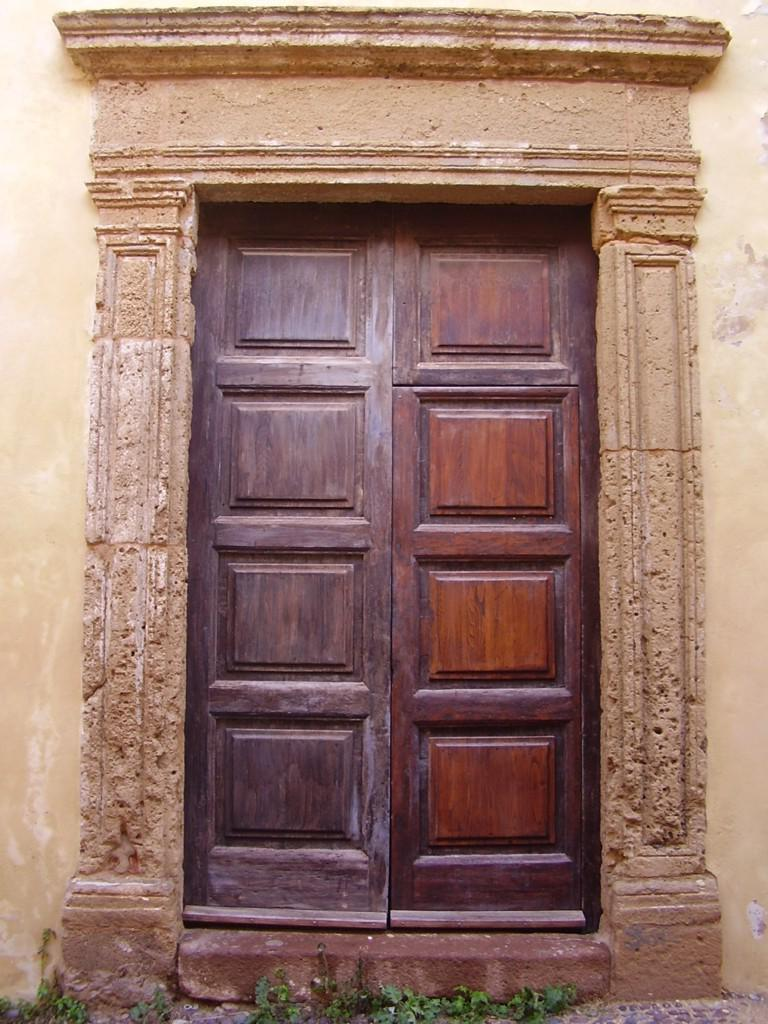
Il portone

La chiesa sorge nella parte iniziale della via Roma, che, in passato si chiamava carrer del fossaru (trad. via del cimitero) in quanto nella zona era presente fin dal 1625 il vecchio cimitero.
La facciata dell'edificio, ottenuta mediante l'utilizzo di blocchi di arenaria, è per gran parte occupata da un portone ligneo, di modeste dimensioni (come del resto tutto il complesso), e da due paraste laterali che delineano la massa volumetrica della chiesa. L'ingresso è delineato da due lesene, che contrariamente a quanto possa sembrare ad un primo sguardo, hanno scopo decorativo e non strutturale. L'effetto decorativo delle lesene è reso poi dal gioco di bassorilievi ed altorilievi. Sulle lesene poggia poi l'architrave, di gusto cinquecentesco, sormontato da una cornice che ne delinea la forma.
L'interno presenta una sola navata, ed è ricoperto da una volta a botte. La volta è divisa in due campate da un arco trasversale impostato su lesene, e separa la zona presbiteriale dall'unica navata.